# Сюй Лілі
Сюй Лілі  (кит.: 徐 丽丽, 18 лютого 1988) — китайська дзюдоїстка, олімпійська медалістка.

## Виступи на Олімпіадах
| Олімпіада   | Дисципліна             | Місце |
| ----------- | ---------------------- | ----- |
| Лондон 2012 | напівсередня категорія | 2     |